# Otto Besch
Otto Besch (Neuhausen, Prússia Oriental, 14 de febrer, 1885 - Kassel (estat de Hessen), 2 de maig, 1966), va ser un compositor i crític musical alemany.

## Biografia
Com a fill d'un pastor, Besch va assistir al "Royal Wilhelms-Gymnasium" de Königsberg (Prússia). Després de graduar-se de secundària, va estudiar teologia a la Universitat Albertus de Königsberg. Després de l'examen d'estat, es va dedicar completament a la música. Va estudiar a Königsberg (Prússia) amb Otto Fiebach i a Berlín amb Philipp Rüfer al Conservatori Stern. De 1910 a 1914 va ser estudiant del mestre Engelbert Humperdinck a l'Acadèmia de les Arts de Berlín.
En el període posterior a la Primera Guerra Mundial, Besch va treballar primer com a crític musical al "Königsberger Hartungsche Zeitung", després al "Königsberger Allgemeine Zeitung" (1922–1939). També va dirigir una classe de composició al Conservatori de Königsberg. Com a escriptor musical, també va treballar per a diverses revistes especialitzades i diaris estrangers. Durant aquest temps va conèixer músics importants com Ígor Stravinski, Richard Strauss, Wilhelm Furtwängler i Max Reger.
Durant la batalla de Prússia Oriental a finals de gener de 1945, va fugir a Dinamarca, on va viure amb la seva família en un camp d'internament fins a la tardor de 1947. Durant aquest temps va donar conferències sobre música als diferents camps de refugiats.

Després del seu alliberament, Besch va viure inicialment a Neuengamme, prop d'Hamburg, i va treballar com a crític musical al diari "DIE WELT" i a l'agència de notícies "Deutsche Presse-Agentur". Va assessorar a NDR en el seu programa musical. Tot i que Wilhelm Furtwängler, Hermann Scherchen i Eugen Jochum li van donar suport personalment, "el refugiat" va romandre durant anys en llocs subordinats i mal pagats en un entorn estranger. El 1951 Besch es va traslladar a Geesthacht (Slesvig-Holstein). Un any més tard va anar amb la seva família a la ciutat natal de la seva dona al nord de Hesse, on va morir a Harleshausen als 81 anys.
| « | "La meva música és inconcebible sense la màgia del paisatge de Prussia oriental; A ella li deu el seu origen, la seva respiració l'omple en tots els detalls". | » |

– Otto Besch

## Composicions
Besch va compondre obres per a piano, música de cambra per a diferents conjunts (inclosos tres importants quartets de corda), obres orquestrals des de conjunts més petits fins a la Sinfonietta per a gran orquestra. Després de la Segona Guerra Mundial, Prússia Oriental, la base de l'obra vital de Besch com a compositor, va ser destruïda. Nombrosos directors coneguts que havien donat suport a les seves obres en nombroses actuacions abans de la guerra i durant la guerra s'havien retirat de la vida concertística o havien de lluitar per recuperar-se; alguns, com Hermann Scherchen de Königsberg, vivien ara a l'estranger. Com tota la cultura de l'Orient alemany, les obres de Besch van ser enviades a l'oblit.

Fins i tot quan era un infant, Besch va apreciar les obres literàries i musicològiques d'E.T.A. Hoffmann. Tenia el llibret de la seva biografia d'òpera Hoffmann i tres novel·les de Hoffmann. Considerava que l'òpera era la seva "obra més brillant" i creia que "un dia el faria famós, però només d'aquí a cent anys, quan el moment fos madur". Fins ara, l'"Òpera fantàstica en dos actes (5 imatges)" no s'ha representat.
| « | "“Des del romanticisme, que inicialment em dominava, vaig passar cada cop més a l'estil polifònic. El retorn general al contrapuntalisme barroc tampoc no em va deixar afectat.... [Després de la guerra] Vaig trencar amb el romanticisme. Tot el que es va crear després de l'última guerra està més en sintonia amb un joc de línies clar i lògic, el llenguatge tonal s'ha tornat més auster i tendeix més cap a una motricitat viva que no cap a un pathos emfatitzat emocionalment." | » |

– Otto Besch
Erwin Kroll veu Besch com un "digne deixeble de Schumann, Brahms i Pfitzner entre el romanticisme i el present". Per al director de cor Heinz von Schumann, Besch es va "calmar".
Obres orquestrals

- Hoffmann-Ouverture (executat el 1920 a la Tonkunstlerfest a Weimar)
- Aus einer alten Stadt. Cinc peces per a orquestra de cambra, 1955
- Kurische Suite, 1934
- Ostpreußische Tänze, 1936
- Ostpreußisches Bilderbuch, 1937–1938
- Konzert für Orchester, 1941–1942
- Samländische Idylle (va acabar després de la Segona Guerra Mundial)
- Divertimento für kleines Orchester, 1943
- Sinfonietta, 1958
- Sinfonietta II, 1960 (inacabat)

Música de cambra

- Quartet de corda, 1935
- Quartet de corda, 1947
- Quartet de corda, 1953
- Trio per a piano, violí i violoncel, 1960–1961
- Cançó d'estiu per a quatre instruments de corda en un sol moviment, 1913

Obres vocals

- Cinc cançons basades en textos de Richard Dehmel, 1928
- Dos motets basats en textos de la Bíblia per a cor de quatre parts, 1938
- Cinc cançons per a veu de mezzosoprano i piano després de poemes d'Agnes Miegel, 1957
- Quatre cançons basat en textos d'Agnes Miegel, 1961
- Cançó de Maria. Es va estrenar Berlín, Wiesbaden, 1964. El marcador es va perdre a causa de la guerra. De memòria, Besch va reescriure el Marienlied per a soprano i piano amb 2a soprano o cor infantil i en versió orquestral (que es pot agafar en préstec).{nota, 1}
- Himne als perduts, 1963
- Tres cançons de música popular per a cor mixt de quatre parts, 1965

Òpera

- E.T.A. Hoffmann (1940–1945)

Piano

- Sonata, 1920
- Tríptic, 1952
- Piano Sonata in One Movement, 1956[5]
- Sonata per a piano, 1960

Altres

- Esslinger Turmmusik, 1954
- Sonata per a violí, 1958
- Sonata per a violí i piano, 1958
- Preludi per a orgue

## Composicions perdudes a la Segona Guerra Mundial
- Sonata per a violí i piano, 1911
- Obertura de comèdia per a orquestra, 1912
- Piano Trio, 1919 (interpretat per Schröder, Wieck i Klemm)
- Arme Ninetta, òpera en un acte (interpretada a Königsberg 1926)
- Preludi d'orquestra, 1927
- Cantata d'Advent per a cor mixt, baríton, soprano i orquestra
- Resurrection Cantata, Rèquiem (interpretada entre 1930 i 1931 sota Bruno Vondenhoff a Königsberg i el 1934 durant la Setmana dels Cantants de Nuremberg)
- Concert per a orgue i orquestra, 1932
- Misteri de Nadal, 1933
- Música per a orquestra, 1937
- Ostmark Ouverture, 1938 (interpretada a les Musiktagen a Düsseldorf)

## Enregistraments disponibles
- Música de cambra i cançons. Laumann, Dülmen 1986 (amb Piano Trio, Tríptic per a piano, Quartet de corda 1953, Stimme im Dunkeln basat en textos de Richard Dehmel, Fünf Lieder für Mezzosopran und Klavier a partir de textos d'Agnes Miegel)
- Martin Weyer toca música d'orgue de Pomerània, Prússia Occidental i Oriental (amb Preludi per a orgue). German Harmonia Mundi, Friburg im Breisgau 1989
- Reflexions. Producció musical Dabringhaus i Grimm, Detmold 1995 (amb quartet de corda Mittsommerlied)

## L'obra
La propietat de l'obra d'Otto Besch va ser cuidada per la seva dona Erika i el seu fill Aribert i es va deixar a la Biblioteca Estatal de Baviera a Munic.

## Publicacions
- Memòries, 1960 (editat per Erika Besch amb un pròleg d'Erwin Kroll, Kassel 1973)
- Engelbert Humperdinck, 1914 (Reimpressió Kessinger Publishing, 2010, ISBN 978-1165339839)
- amb Ruth Maria Wagner: Memòries de Prússia Oriental: 1890–1945. Buit 1992, ISBN 3792104911

## Cites
| «                 | Ningú com Otto Besch és capaç de captar la màgia de les nits d'estiu de Samland, les cremades solars sobre els brucs i els erms, el bruixot dels boscos foscos, el xoc de les ones a la costa del mar Bàltic, els murmuris de velles llegendes, poble vida amb jocs i dansa en sons. | » |
| — Karlheinz Grube | |   |

| «             | Besch passarà a la història de la música com el compositor de Prússia Oriental més important de la primera meitat del segle xx, i més que això: a través de la seva música va salvar un tros de la pàtria perduda per a nosaltres, per als nostres cors. | » |
| — Erwin Kroll | |   |

| «                | Sens dubte, Otto Besch és, al costat de Heinz Tiessen, el talent més fort, més interior, més imaginatiu entre els compositors vius de Prussia oriental, un músic que no es deixa portar pel corrent de el 'món', un artista que passa de moda va pel camí. | » |
| — L. Radok, 1955 | |   |

## Literatura i entrades lèxiques
- Erwin Kroll: Music City Königsberg, Friburg im Breisgau 1966.
- Hans Joachim Moser (ed.): Lèxic musical. Hamburg 1955.
- Willibald Gurlitt (ed.): Lèxic musical de Riemann. Maguncia 1959.
- Reiner F. Moritz (ed.): Knaurs Musiklexikon. Munic 1989.
- Besch, Otto, a: Ernst Klee: El lèxic cultural del Tercer Reich. Qui era què abans i després de 1945. Frankfurt del Main: S. Fischer, 2007, ISBN 978-3-10-039326-5, p. 48
- Fred K. Prieberg: Manual de músics alemanys 1933–1945. CD-ROM lèxic, Kiel 2009, 2a edició, p. 464f. en línia